# Liam Davison
Liam Patrick Davison (* 29. Juli 1957 in Melbourne; † 17. Juli 2014 bei Hrabowe, Oblast Donezk, Ukraine) war ein australischer Schriftsteller.

## Leben
Zusammen mit Tom Gilling wurde Davison als Schriftsteller für die beste australische Geschichte 2003 ausgezeichnet. Er gewann ferner weitere australische Preise für seine Werke.
1983 heiratete er Francesca Louise White (* 1959). Das Paar hatte einen Sohn und eine Tochter. 
Er starb im Juli 2014 im Alter von 56 Jahren zusammen mit seiner Frau Frankie Davison beim Abschuss einer Boeing 777 auf dem Malaysia-Airlines-Flug 17 in der Ostukraine.

## Werke
- The Velodrome, 1988
- Soundings, 1993
- The White Woman, 1994
- The Betrayal, 1999
- Florilegium, 2001